# Chrysopa ricana
Chrysopa ricana är en insektsart som beskrevs av Navás 1929. Chrysopa ricana ingår i släktet Chrysopa och familjen guldögonsländor. Inga underarter finns listade i Catalogue of Life.